# 富嶽百景 (北斎)
- 富嶽百景
- 冨嶽百景

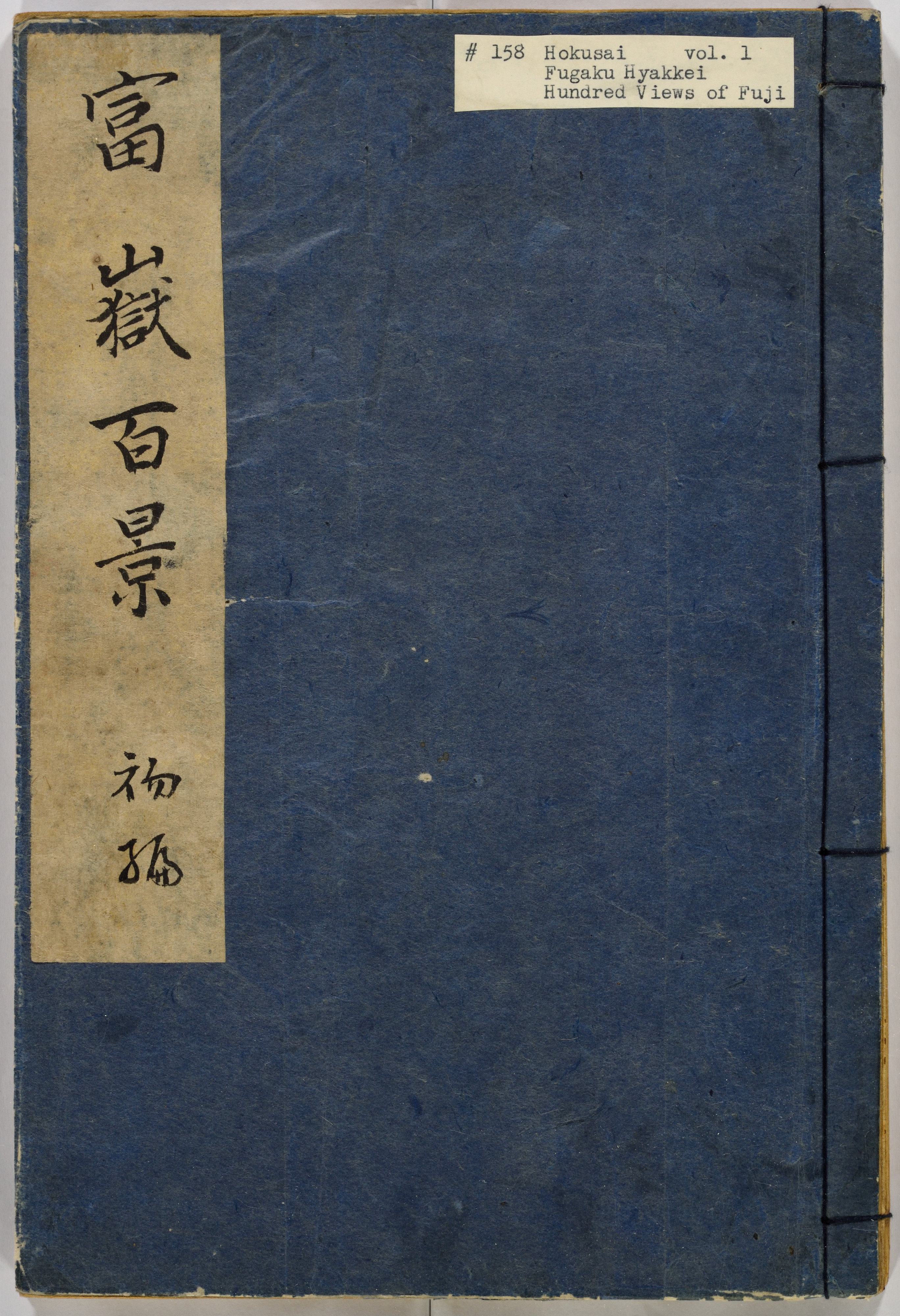
『富嶽百景』初編

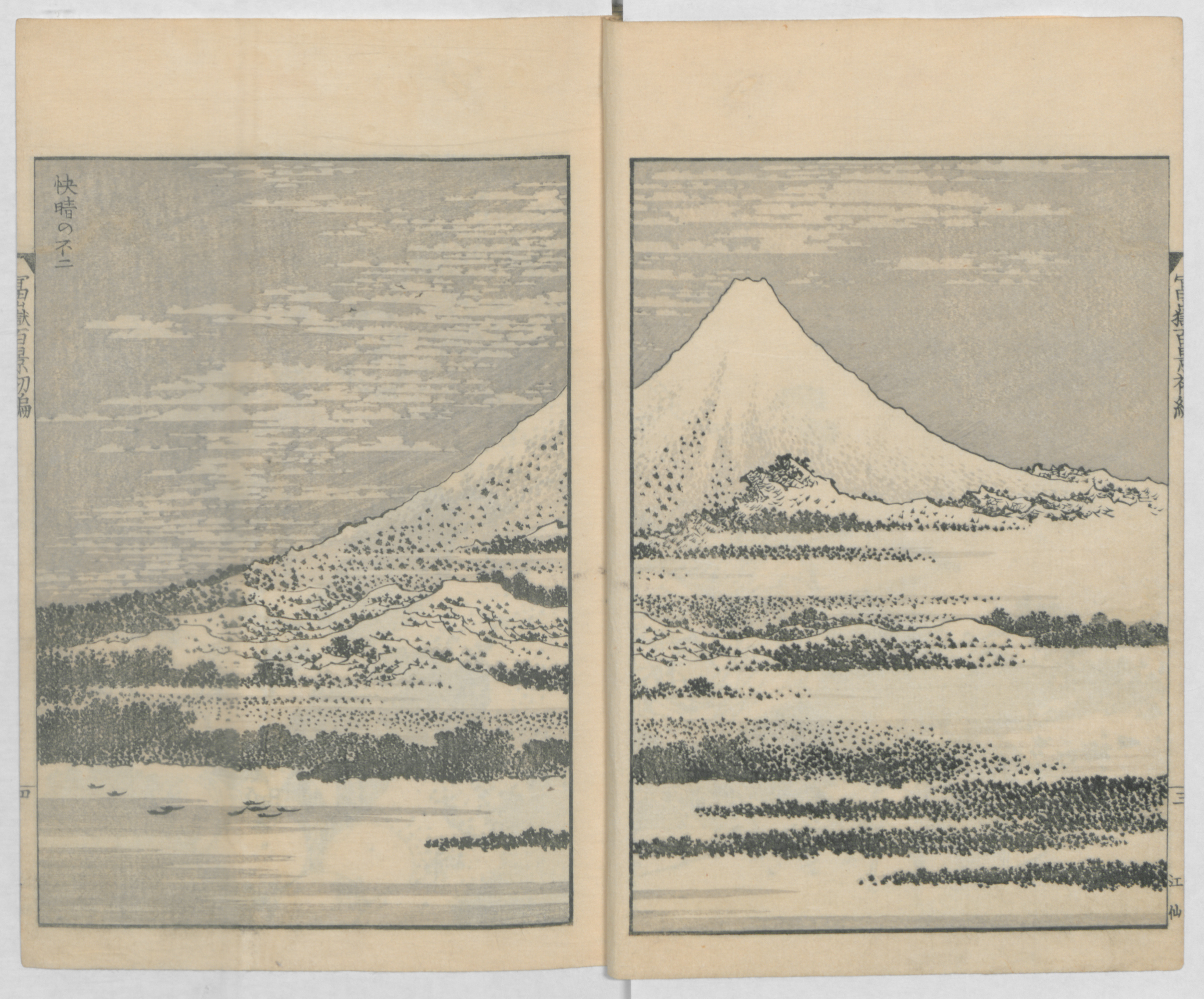
初編「快晴の不二」

『富嶽百景』（ふがくひゃっけい）は、葛飾北斎画、江川留吉彫による富士山を題材とした全百二図・全三編から成る薄墨摺の半本絵本である。天保5年（1834年）に初編、天保6年（1835年）に二編が、西村屋与八の近縁の版元西村屋祐蔵から刊行され、三編は名古屋の版元永楽屋東四郎から刊行された。三編の刊行年は分かっていない。細部まで拘りぬかれた彫と、淡墨の効果を活かした摺が行われた絵本分野における北斎の最高傑作とされる作品である。落款は初編に「七十五齢前北斎為一改画狂老人卍筆」とあり、壮年期に用いた画狂老人の号と川柳で使用していた卍の号を掛け合わせた画号を初めて用いるようになった。

## 背景
富士山は日本において古くから信仰の対象として崇められている山であり、11世紀の『聖徳太子絵伝』などを皮切りに様々な絵師によって題材とされてきており、数多くの先蹤作品が見られる。その中でも河村岷雪が明和8年（1771年）に上梓した『百富士』の影響は少なくないと指摘されている。一方で北斎自身の創造力や造形力を高く評価した論者は、構図の奇をてらっているだけでモチーフの配置に緊張感が無い『百富士』のような作品とは同一視できないとして、その影響を過大視しないよう戒める意見を表明している。その他、美術史家の鈴木重三は、当時の江戸市中で隆盛した富士講や富士塚の設立といった富士信仰に対する注目の高まりが、富士山という画題選定の背景となった可能性を指摘している。
北斎はその画号を為一と改めた文政初期より富士山に対する執着が見られるようになった。文政6年（1823年）に刊行された『今様櫛きん雛形』では、「なつのふじ」「うらふじ」「ふゆのふじ」「よあけのふじ」「八ツがだけのふじ」「みこしのふじ」「きやうかのふじ」「くわいせいのふじ」という富士山を題材とした櫛の図案八図が描かれている。『今様櫛きん雛形』の奥付には「四季晴雨風雪霧天の造化に随い景色の異るを筆端に著す」として『富嶽八体』という作品の刊行が予告されている。この構想は揃物錦絵『冨嶽三十六景』へと引き継がれたと見られ、天保元年（1830年）ごろよりその制作が始められた。『冨嶽三十六景』では江戸市中や東海道などさまざまな地点からの富士山を描き、幾何学的な構図や奇抜な視点での構図なども取り入れられ、大判の錦絵として大いに人気を博したことから、当初三十六図の予定が十図を追加して刊行された。青葱堂冬圃の随筆『真佐喜のかつら』では同じくベロ藍が用いられて大流行した渓斎英泉の団扇絵の倍の売り上げがあったことが記されている。そして天保5年（1834年）3月、75歳を迎えた北斎画、富士図の総決算として並々ならぬ決意と意欲でもって制作された『富嶽百景』初編の刊行が行われる運びとなる。版元の出版予告では、北斎が『富嶽百景』制作にあたって「翁僕に語りて曰我真面目の画訣この譜に尽せり」と述べたと記されている。美術史家の楢崎宗重は歌川広重が刊行を始め、高い人気を得た『東海道五十三次』に触発され、『富嶽百景』の制作に取り掛かったと推察している。なお、『富嶽百景』の構想がまとめられ収載図を取り決めて制作を開始したのは『冨嶽三十六景』完結後と見られる向きがあるが、天保5年（1834年）の出版広告にすら『冨嶽三十六景』が完結したことを窺わせる部分が無いことから、浮世絵研究者の永田生慈は、こうした通説に疑義を呈している。

## 制作
| 左『冨嶽三十六景』の最終図「諸人登山」右『富嶽百景』初編第1図「木花開耶姫命」  |  | 左『冨嶽三十六景』の最終図「諸人登山」右『富嶽百景』初編第1図「木花開耶姫命」 |
| 左『冨嶽三十六景』の最終図「諸人登山」 右『富嶽百景』初編第1図「木花開耶姫命」 |  |                                                                               |

『富嶽百景』は表題の通り、富士山を題材とした画集で全百図を収める想定のもとに企画された。下絵の制作が始まった時期についてははっきりしていないが、大分県立美術館館長の田沢裕賀は『冨嶽三十六景』刊行後に取り掛かったのではないかとしている。
一方、天保2年（1831年）に刊行された柳亭種彦の『正本製』に『冨嶽三十六景』の広告が掲載されているが、そこには「富嶽三十六景前北斎為一翁画、藍摺一枚、一枚に一景ずつ、追々出版。此絵は富士の形ちのその所によりて異なる事を示す。或は七里ヶ浜にて見るかたち、又は佃島より眺る景など、総て一ようならざるを著し、山水を習う者に便す。此ごとく追々彫刻すれば猶百にもあまるべし。三十六に限るにあらず。」とあり、『冨嶽三十六景』刊行前より百を超える富士の図案があったことを想起させる広告文章が掲載されている。美術史研究家の浅野秀剛は想像の話としつつ、北斎は注文に応じて絵を描くタイプの人物ではなく、描きたくなったらどんどん描くタイプの人物であり、『冨嶽三十六景』の下絵作成の段階からどんどん作成し、『冨嶽三十六景』も『富嶽百景』も下絵は同じ時期に制作されたのではないかとしている。歴史学者の吉田伸之も、『冨嶽三十六景』の最終図が富士山が描かれていない「諸人登山」とされていること、『富嶽百景』初編の第一図が同じく富士山の描かれていない「木花開耶姫命」であることから、富士信仰を背景としたストーリー上のつながりを指摘した。
北斎は『富嶽百景』の制作に並々ならぬ心血を注ぎ、完成した初編の跋文（あとがき）にはこれまでの画家としての半生とこれからの決意が語られた。
跋文には次のように語られている。
要約すると次のようになる。

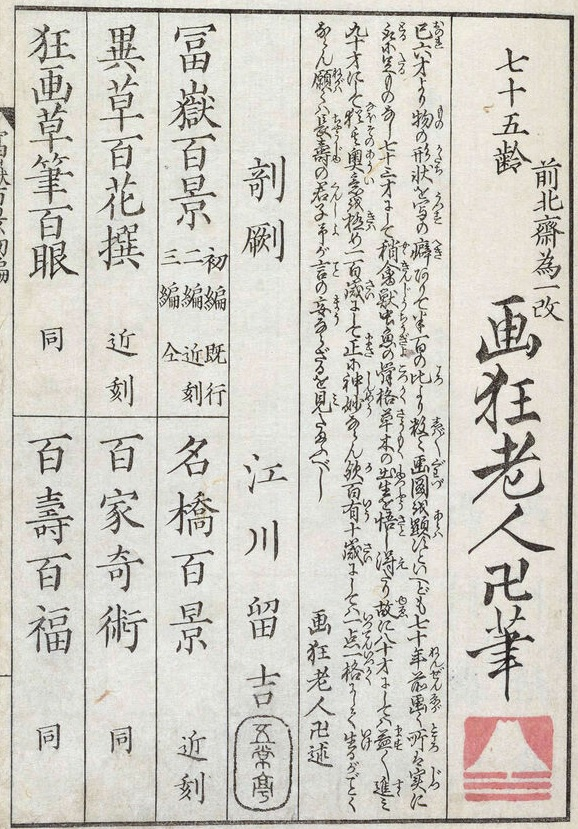
『富嶽百景』初編
跋文が掲載された奥付

北斎はこの跋文において、これまで自身が多様なジャンルに膨大な作品を残しながらそれらを「取るに足らないもの」と切って捨て、今後の画業に強い気概を示した。この跋文発表以降が北斎の最晩年期として区分されるが、錦絵の制作量が極端に減少し、絵本、絵手本の制作に傾注した後に肉筆画制作へと移ってゆくこととなる。こうした傾向から永田は、北斎は浮世絵師という職を超越し、新たなる絵画の世界を目指したとしている。初編は天保3年5月、二編は天保6年3月に版元西村屋祐蔵から刊行されたが、西村屋の営業不振により版木が永楽屋東四郎に売却され、三編が刊行された。

## 彫りと摺り
『富嶽百景』の彫りは複数の彫り師によって担当され、一部を除き作品ごとに彫り師の名が示されている。摺りを行った職人については判明していない。江仙こと江川仙太郎が最も多くを担当しており、梅林、和助、吉寅、古雪、米吉、朝百などの名が確認できる。三編は江川仙太郎の名前のみが彫り師として記され、初編・二編についても巻頭、巻末は必ず仙太郎が担当している。しかし、天保6年2月の日付で残されている「書林」宛ての書簡によれば北斎は『富嶽百景』の制作にあたって彫り師に江川留吉を指名し、実際に留吉が彫ったかのように伝えており、初編の奥付にも留吉の名を確認することができるが、『富嶽百景』の各作品の彫りにおいて留吉の名はひとつも記されていない。このため、江川留吉は彫り師を取りまとめる統括的な立場であったと考えられる。

## 評価と影響
『富嶽百景』を受けて歌川広重は絵本『富士見百図』の制作に取り掛かった。この序文において広重は「葛飾の卍翁、先に富嶽百景と題して一本を顕す。こは翁が例の筆才にて、草木鳥獣器材のたぐひ、或は人物都鄙の風俗、筆力を尽し、絵組のおもしろきを専らとし、不二は其あしらひにいたるもの多し。此図は、夫と異にして、予がまのあたりに眺望せしを其儘にうつし置たる草稿を清書せしのみ。小冊の中もせばければ、極密には写しがたく、略せし処も亦多けれど、図取は全く写真の風景にして、遠足障なき人たち、一時の興に備ふるのみ。筆の拙きはゆるし給へ。」と、北斎の『富嶽百景』について言及し、北斎の作品が構成の奇妙さや絵組のおもしろさを重要視しているのに対し、自身の作品は現場に赴いて写生した忠実な風景であるとして、その違いを強調した。
『富嶽百景』は日本国内においては絵画そのものよりも跋文が注目を集めていた。この跋文については老いてなお精進を誓う決意の表れであるとして評価するものが一般的であるが、老い先短い老人の空威張りであると酷評する言説もある。
内容について昭和23年（1948年）に芸艸堂が北斎百年忌を追悼して摺印発行された『富嶽百景』（芸艸堂版）において、解説を担当した小島烏水は、北斎の『富嶽百景』について『冨嶽三十六景』や『北斎漫画』に雁行する作品であると評している。漢学者の尾崎周道は、『富嶽百景』は浮世絵作品の刊行にあたって北斎が膨大な手控えを持って臨んでいたことを示すものであるとともに、いかに富士に親しんでいたかを物語る作品であるとしており、狩野探幽や田崎草雲もその境地には達していないと評している。楢崎は留吉が外れた三編は初編や二編と比較してやや劣るものの、全体としては北斎の総力が傾注されている作品であると評している。浅間神社が編纂した『富士の研究』では「竹林の不二」「海上の不二」「網裏の不二」が特に優れた作品であるとしている。
その他、太宰治が1939年に発表した同名の短編小説『富嶽百景』には、表題のみならず、文章表現やシチュエーションなどにおいて初編「霧中の不二」「田面の不二」「鏡臺不二」「雲帯の不二」「花間の不二」二編「盃中の不二」三編「見切の不二」「大井川桶越の不二」などの作品との類似性が、太宰文学の研究を行っている青木京子より指摘されている。
一方で欧米諸国では早期に受容され、その内容が高く評価されてきた。イギリスの日本文学研究者フレデリック・ヴィクター・ディキンズは、1880年に『富嶽百景』を上梓し、ヨーロッパで初めてその全貌を紹介し、解説した。同著の中でディキンズは「西洋の基準に従ったとしても北斎が真の才の持ち主であることに疑いの余地はない」と賛辞を贈っている。フランスの小説家エドモン・ド・ゴンクールは1896年の『北斎』の中で『富嶽百景』について「秀逸でユーモアあふれる観察の妙を詰め込んだ」と評している。20世紀に入るとドイツを中心として美術史学が確立し、非西欧地域の美術に対しても歴史的研究の対象と見なして取り込んでいく傾向が見られるようになった。

## 作品

### 代表作例

#### 海上の不二
二編収載。『冨嶽三十六景』の「神奈川沖浪裏」を髣髴とさせる構図を採用しているが、大波をモチーフとした試作は文化初年ごろに制作された錦絵『賀奈川沖本杢之図』や『おしをくりはとうつうせんのづ』に既に見られる。「海上の不二」では、砕け散る波頭の裏を通り過ぎる千鳥を描き、まるで波しぶきが千鳥へと変容するかのごとき錯覚を表現しており、美術史家の辻惟雄は「江戸のエッシャー」と評している。
|  |  |  |  |

#### 七橋一覽の不二
二編収載。橋の下より富士山を眺望するという構図の原点は河村岷雪の『百富士』の「橋下」にあるとされ、北斎は文化年間初期に制作した『たかはしのふじ』や『冨嶽三十六景』の「深川万年橋下」でこの構図を採用しており、「七橋一覽の不二」もこの系譜にあたる。
|  |  |  |  |

### 一覧
| - 初編 1. 木花開耶姫命 2. 孝霊五年不二峯出現 3. 役ノ優婆塞富嶽草創 4. 快晴の不二 5. 不二の山明キ 6. 辷リ 7. 宝永山出現 8. 其二 9. 霧中の不二 10. 山中の不二 11. 柳塘の不二 12. 七夕の不二 13. 袖ヶ浦 14. 尾州不二見原 15. 山亦山 16. 大森 17. 洞中の不二 18. 松山の不二 19. 烟中の不二 20. 田面の不二 21. 蘆中筏の不二 22. 木枯の不二 23. 元且の不二 24. 江戸の不二 25. 鏡臺不二 26. 裏不二 27. 笠不二 28. 雲帯の不二 29. 豐作の不二 30. 花間の不二 31. 千金富士 | - 二編 1. 井戸浚の不二 2. 信州八ヶ嶽の不二 3. 竹林の不二 4. 堤越の不二 5. 登龍の不二 6. 容裔不二 7. 紺屋町の不二 8. 盃中の不二 9. 海上の不二 10. 洲崎の不二 11. 夢の不二 12. 三白の不二 13. 掛物の發端 14. 松越の不二 15. 不二の室 16. 冩真の不二 17. 七橋一覽の不二 18. 大石寺の山中の不二 19. 嶋田か鼻夕陽不二 20. 不二の麓 21. 夕立の不二 22. 遠江山中の不二 23. 筧の不二 24. 月下の不二 25. 雪の且の不二 26. 文邊の不二 27. 武邊の不二 28. 刻不二 29. 窻中の不二 30. 谷間の不二 | - 三編 1. 赤澤の不二 2. 男體山行者越の松 野州遠景の不二 3. 深雪の不二 4. 貴家別荘砂村の不二 5. 市中の不二 6. 曇天の不二 7. 来朝の不二 8. 暁の不二 9. 跨キ不二 10. 水道橋の不二 11. 羅に隔るの不二 12. 兀良哈の不二 13. 阿須見村の不二 14. 隅田の不二 15. 八堺廻の不二 16. 風情面白キ不二 17. 甲斐の不二濃男 18. 稻毛領夏の不二 19. 鳥越の不二 20. 瀧越の不二 21. 村堺の不二 22. 青山の不二 23. 網裏の不二 24. 橋下の不二 25. 足代の不二 26. 村雨の不二 27. 狼煙の不二 28. 福祿壽 29. 大井川桶越の不二 30. 見切の不二 31. 武藏野の不二 32. 茅の輪の不二 33. 不斗見不二 34. 山氣ふかく形を崩の不二 35. 郭公の不二 36. 羅漢寺の不二 37. 千束の不二 38. さい穴の不二 39. 海濱の不二 40. 蛇追沼の不二 41. 大尾一筆の不二 |

### ギャラリー

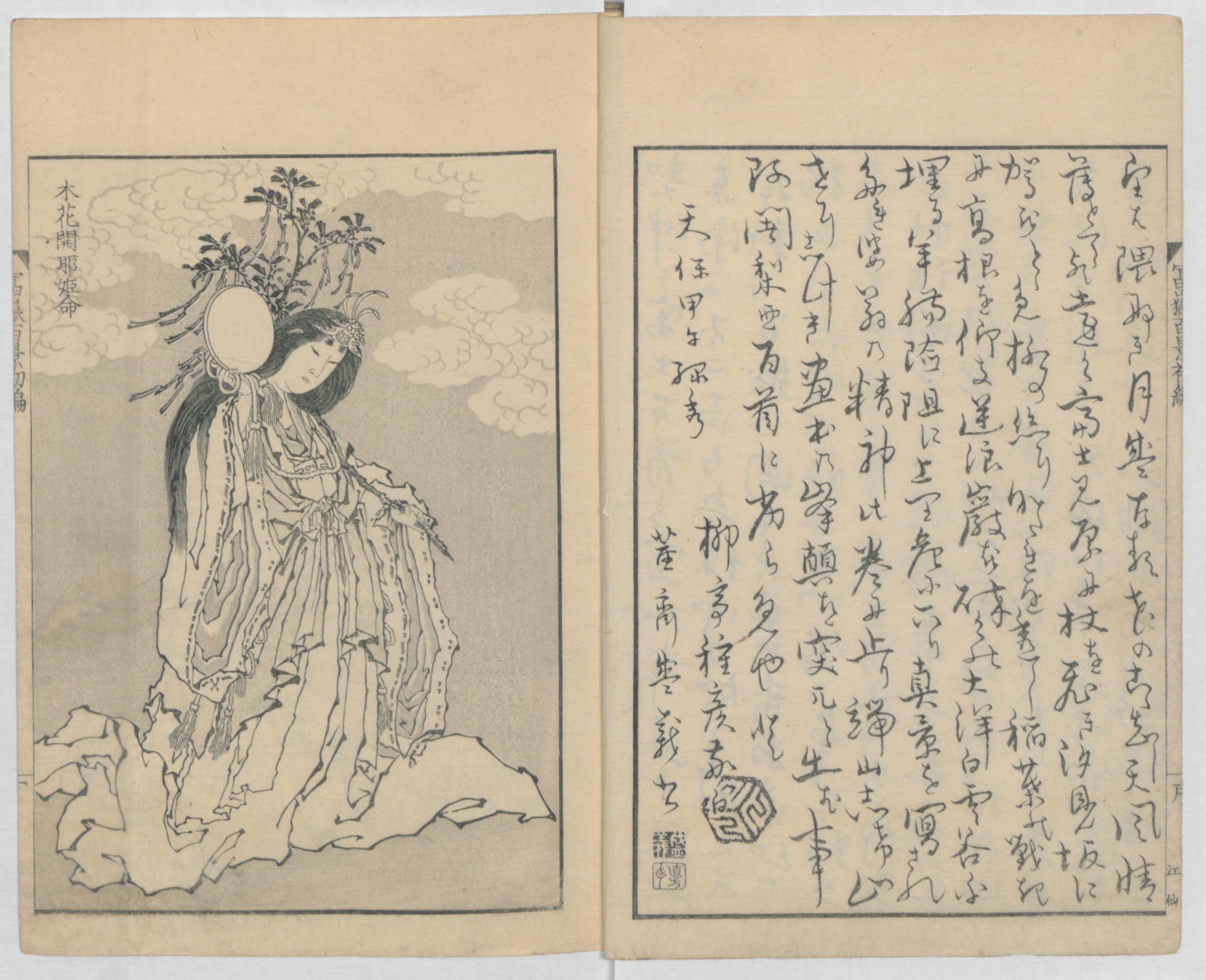
初編序文と「木花開耶姫命」
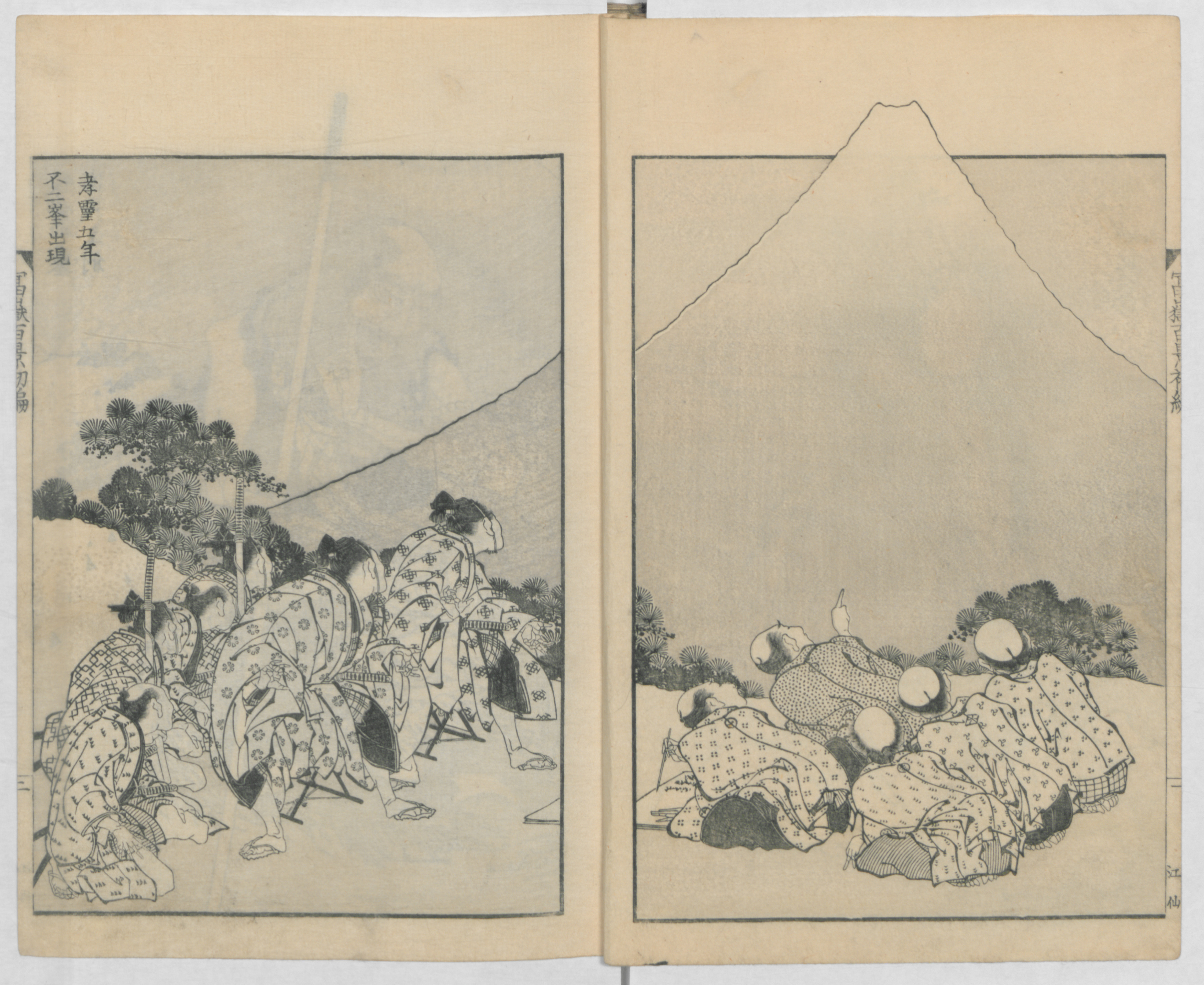
初編「孝霊五年不二峯出現」
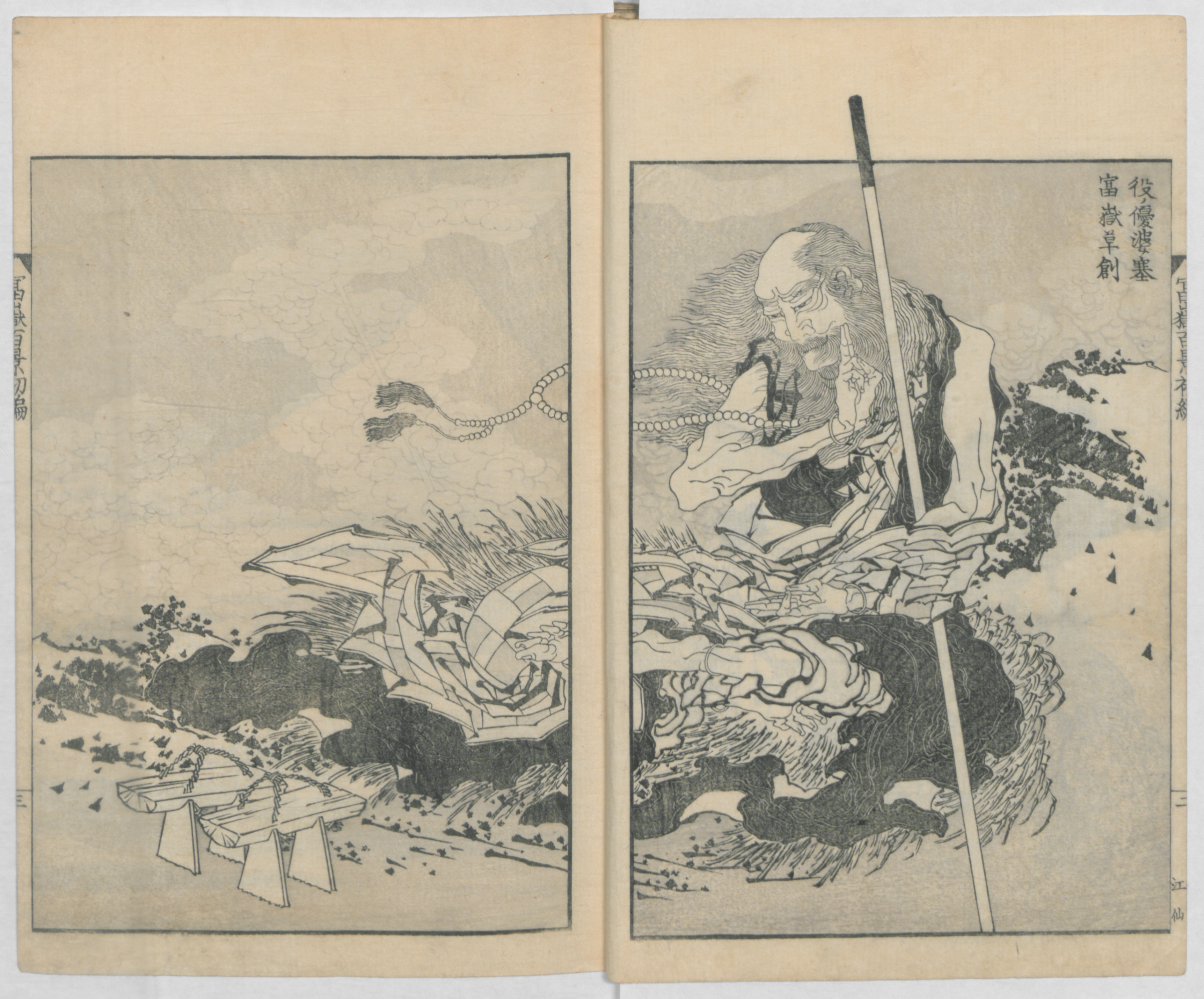
初編「役ノ優婆塞富嶽草創」
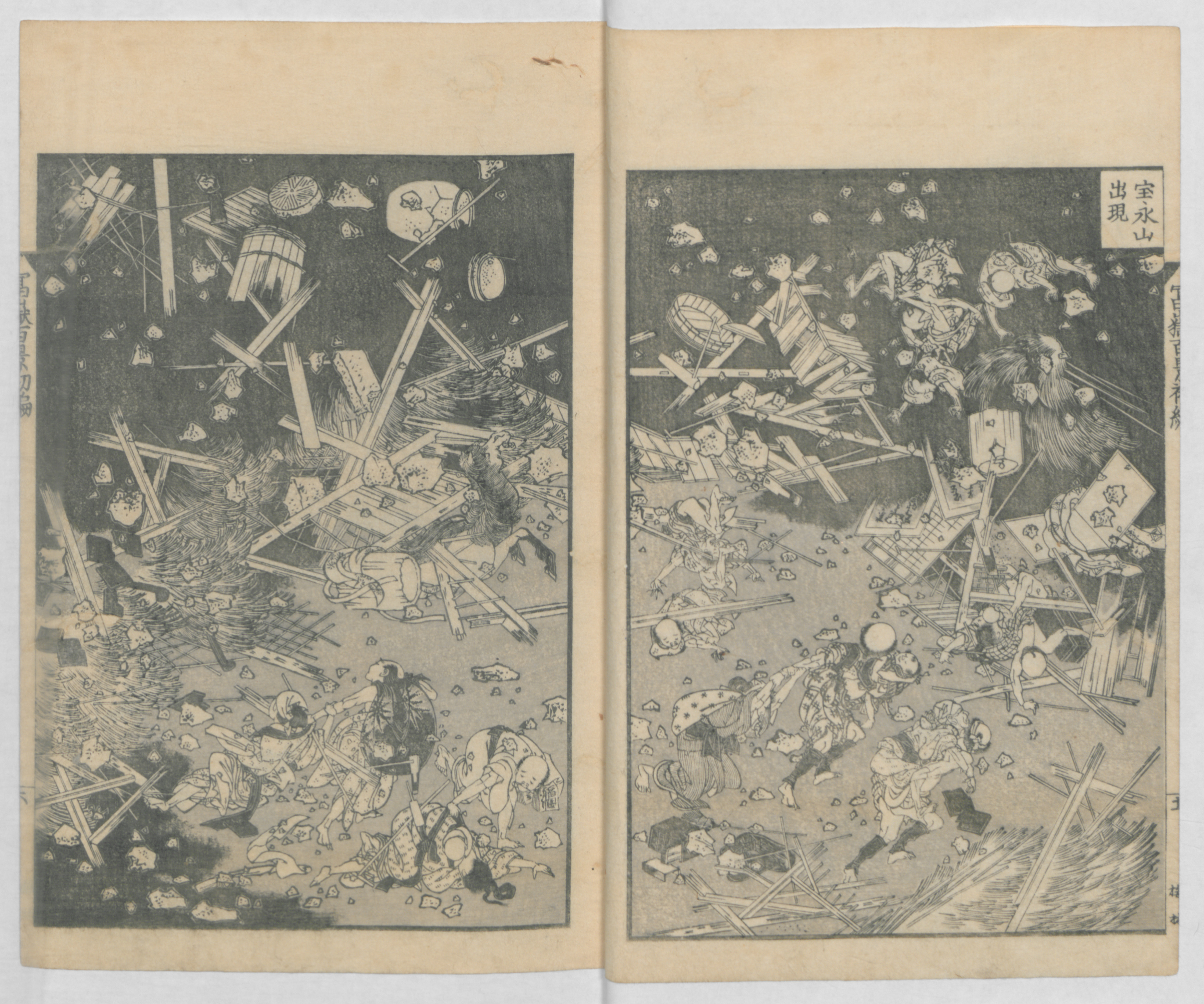
初編「宝永山出現」
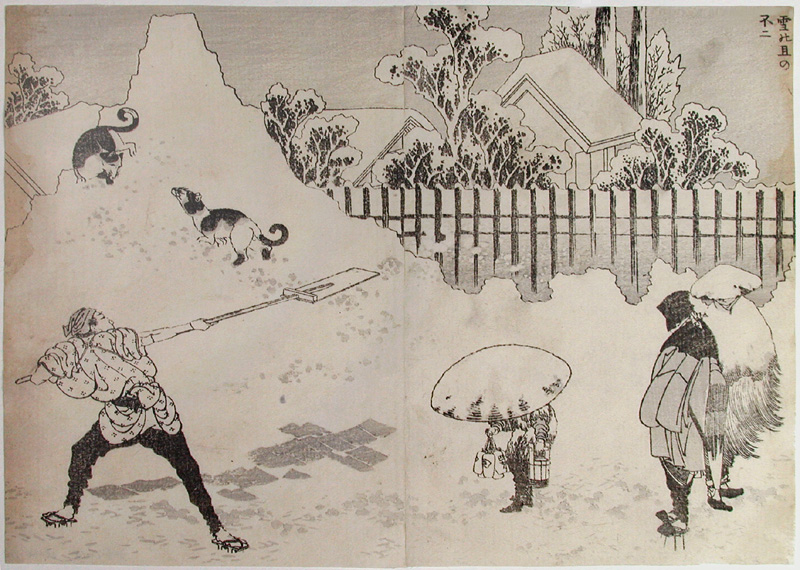
二編「雪の且の不二」
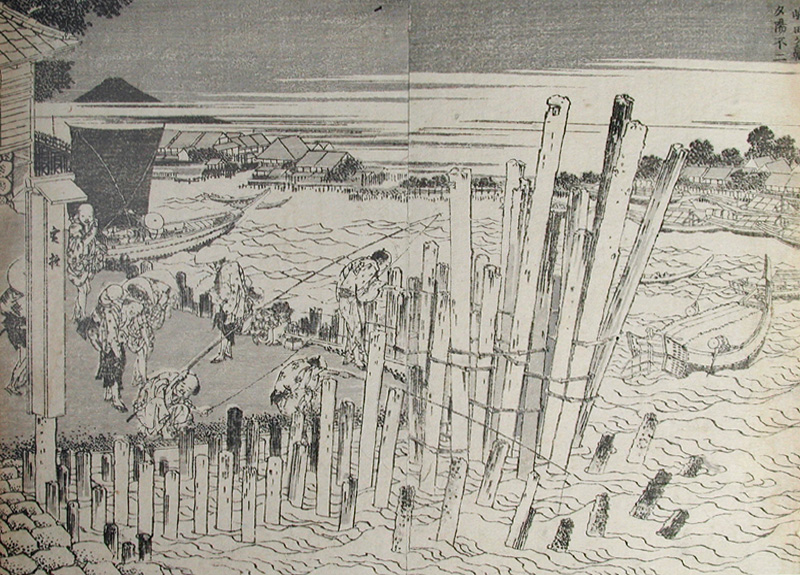
二編「嶋田か鼻夕陽不二」
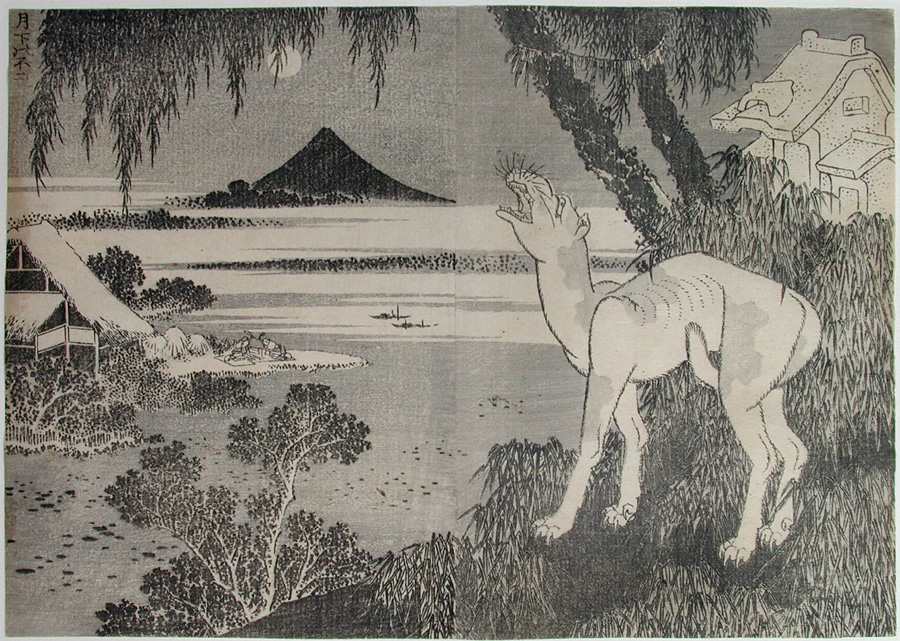
二編「月下の不二」
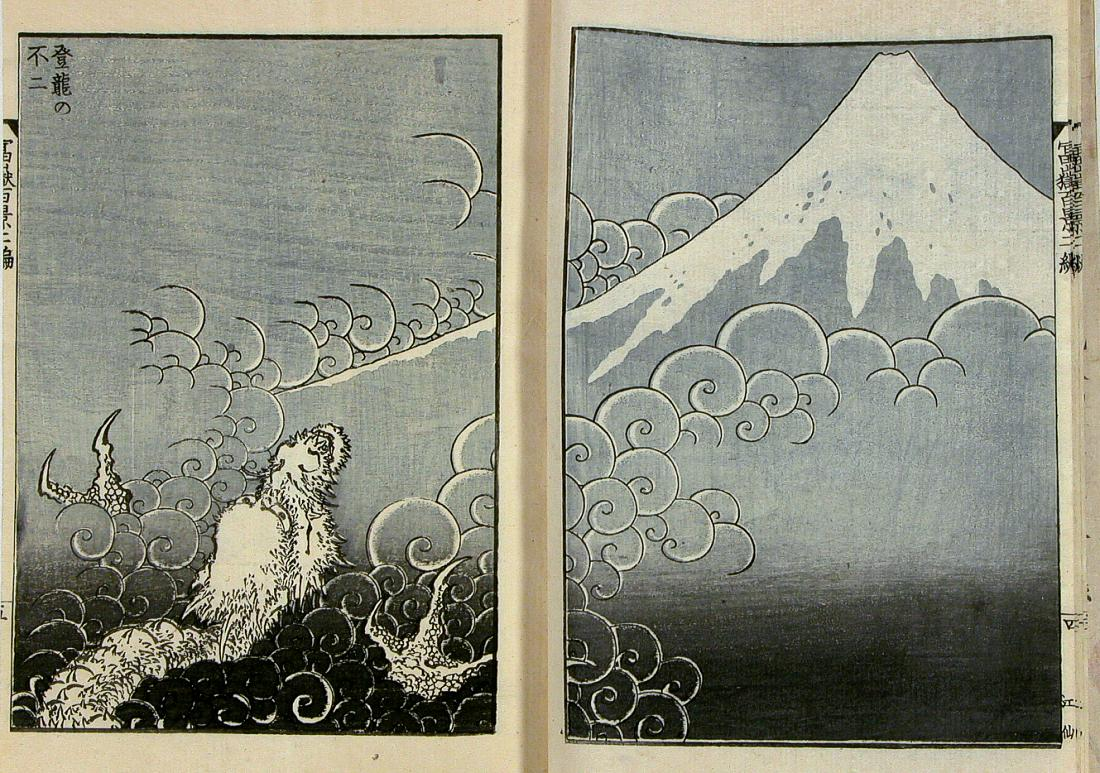
二編「登龍の不二」
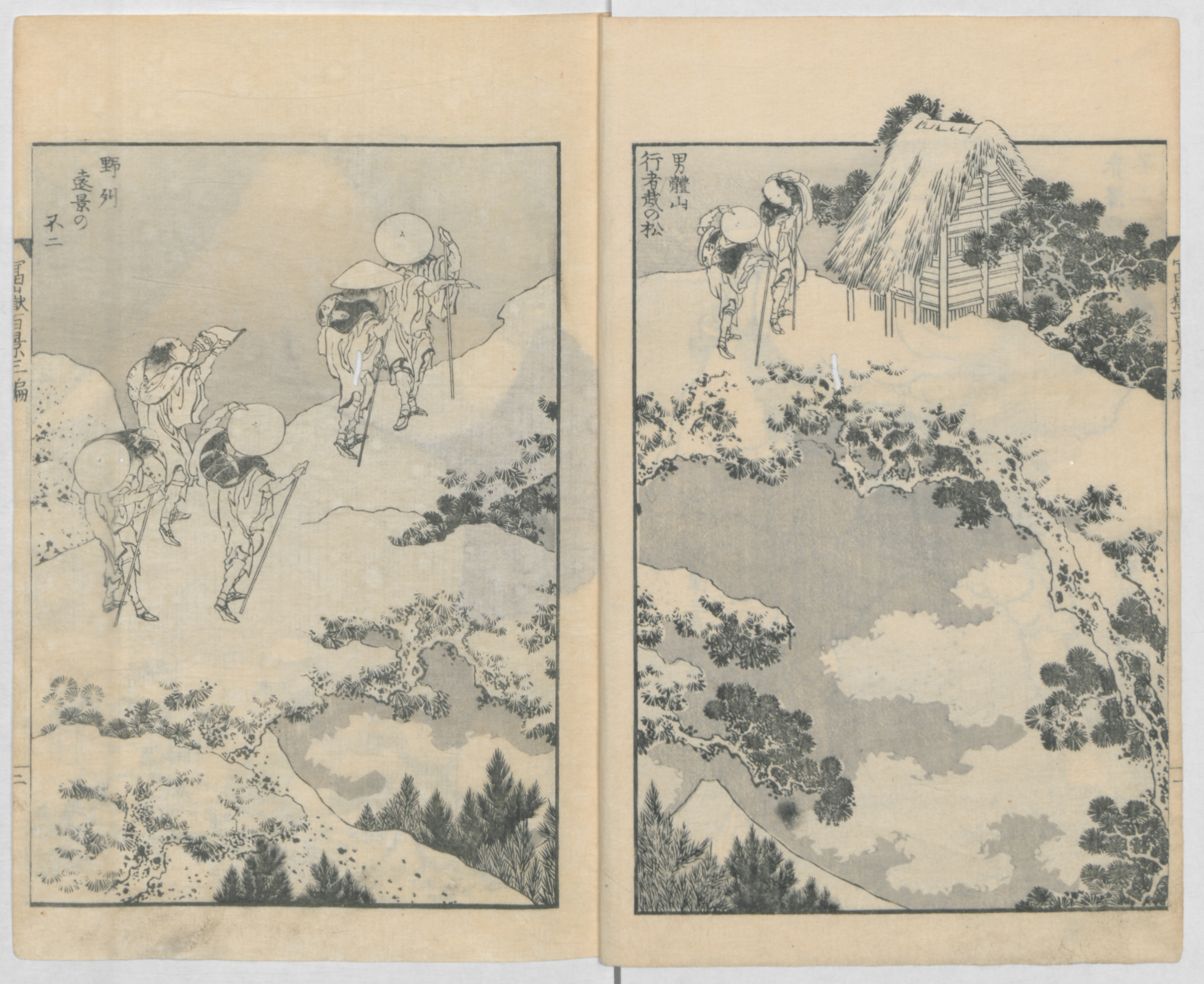
三編「男體山行者越の松 野州遠景の不二」
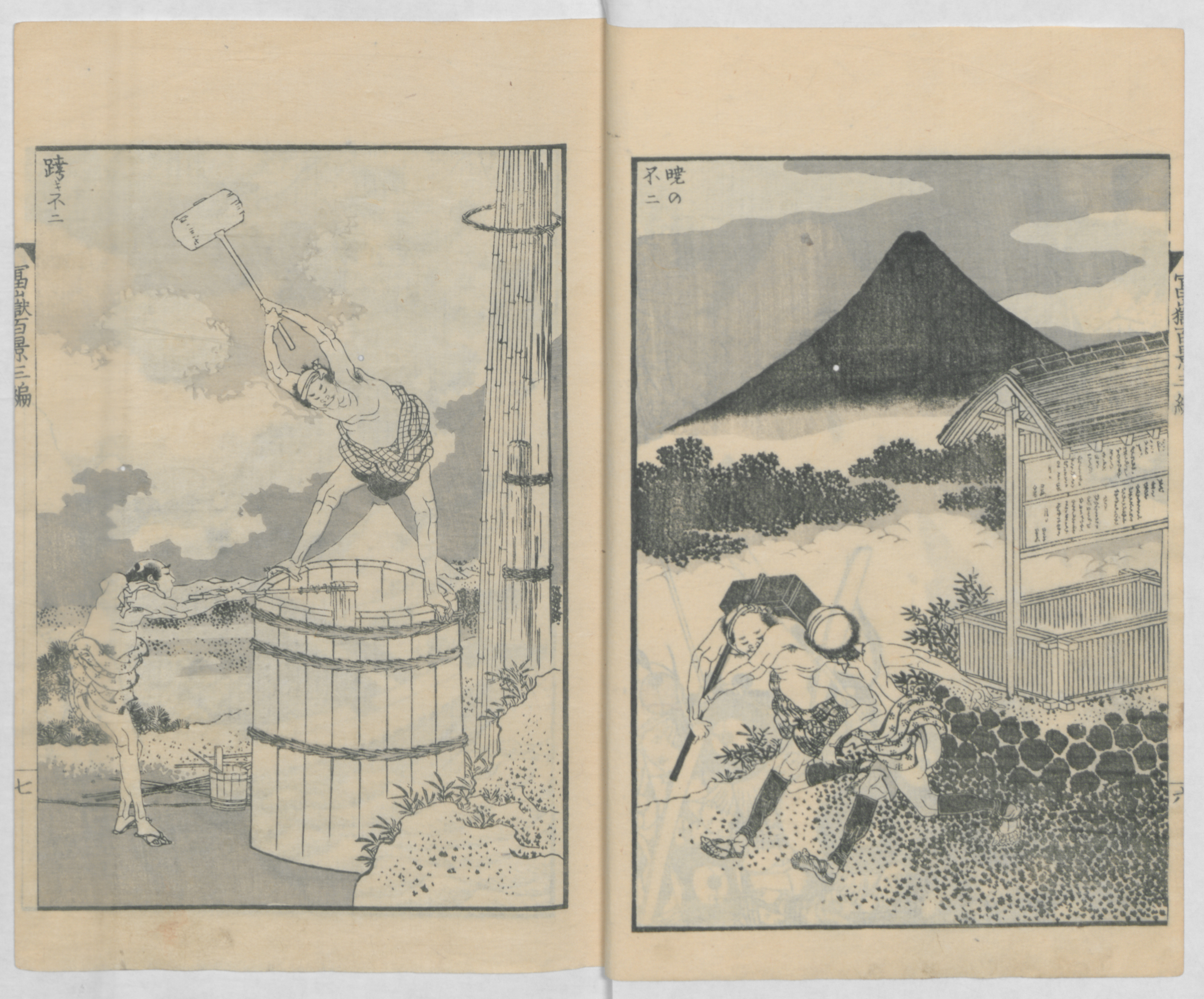
三編「跨キ不二」「暁の不二」